# Обсада на Месемврия (1366)
Обсадата на Месемврия е проведена между 20 и 21 октомври 1366 г. като от една страна са обсажданите българи, под командата на кастрофилакса на крепостта Калоян, а от друга – обединените савойски и генуезки войски на графа на Савоя Амадей VI Савойски и на владетеля на Лесбос Франческо I Гатилузио.  

## Прелюдия
През октомври 1366 г. флотата на Амадей VI Савойски (Зеленият граф) навлиза в Черно море, за да окаже натиск над българският цар Иван Александър за освобождаването на византийския император Йоан V Палеолог. В периода 17-19 октомври от кръстоносците са превзети градовете Скафида, Созопол и Анхиало. 

## Ход на военните действия
На 20 октомври 1366 г. флотът на кръстоносците достига до Месемврия. При превземането на града граф Амадей VI разделя войската си на три части. Първият отряд е под командата на гасконският рицар Флоримон дьо Леспар и английският рицар Ралф Басет, като в него влизат Гийом дьо Грансон и Жан дьо Гроле. Вторият (и най-многоброен) отряд се командва лично от  Амадей, като с него са граф Аймон III Женевски, Юг II дьо Шалон-Арле и брат му Луи I дьо Шалон-Арле, който загива по време на атаката. Два отряда щурмуват по суша, а третият под командването на Франческо Гатилузио, господаря на Лесбос, атакува с корабите по море, като използва и артилерия. Защитата на крепостта, ръководена от българския кастрофилакс Калоян, е тъй добре организирана и енергична, че първият пристъп на рицарите не успява. Едва на 21 октомври 1366 г. градът е превзет. Според Савойската хроника „защитниците и жителите му били подложени на избиване и ограбване, защото много рицари и сержанти били ранени и убити по време на боя".
Най-забележлителната загуба от английският контингент е сър Уилям Скруп, който пада убит при щурма на града. След като  Месемврия е в ръцете на кръстоносците, по разпореждане на граф Амадей, сър Уилям е погребан в една от църквите, като на вътрешната стена е изрисуван герба на Скруп. 
В Месемврия Амадей остава няколко дни, за да се възстановят ранените и за да определи контрибуции на местното население, след което оставя гарнизон под командването на двама рицари - Берлион дьо Фора и Гийом дьо Шаламон, и продължава на север към Варна. Най-вероятно между 22 и 25 октомври е презета и близката крепост Емона.